# José de Almeida Pavão
José de Almeida Pavão ComIP (Ponta Delgada, Ilha de São Miguel, 6 de dezembro de 1919 - Ponta Delgada, Ilha de São Miguel, 20 de setembro de 2003), também conhecido como José de Almeida Pavão Júnior, foi um professor e escritor Açoriano.

## Biografia

### Formação e docência
Desde muito novo que José de Almeida Pavão ficou marcado pela vocação literária e, de uma forma mais geral, pelo gosto pela arte e pela cultura.
Cedo encontrou nas Humanidades o ponto de referência central para a sua compreensão do homem e da vida, e uma atitude que deu unidade e sentido aos seus muitos interesses e a uma obra diversificada que abrange a crítica e o ensaio literário, a investigação etnográfica, a narrativa de ficção romanesca, a crónica de índole memorialista.
Os primeiros estudos foram feitos em Ponta Delgada, onde concluiu o Curso Complementar de Letras no Liceu Nacional de Ponta Delgada, em 1937, aos 17 anos. A sua elevada média proporcionou-lhe o "Prémio Castilho".
Prosseguiu os estudos na Faculdade de Letras da Universidade de Lisboa, onde se formou em Filologia Clássica, em julho de 1941. Obteve a média de 17 valores ao longo da sua licenciatura, terminada com a apresentação da tese Plauto e o Anphitruo.
Em 1943, fez exame de estado no Liceu Pedro Nunes, para o Magistério Secundário.
No mesmo ano, regressou a São Miguel, exerceu a profissão de professor durante 34 anos no Liceu de Ponta Delgada (mais tarde chamado de Liceu Antero de Quental), atualmente Escola Secundária Antero de Quental.
Nesse estabelecimento de ensino, para além da docência, exerceu, durante longos anos, a responsabilidade de diversos cargos diretivos, de entre os quais a reitoria.
Cumulativamente, exerceu os cargos de professor e diretor da Escola do Magistério Primário de Ponta Delgada.
Participou na comissão instaladora da Escola Normal Superior de Ponta Delgada, a qual não chegou a funcionar por ter sido extinta após a Revolução de 25 de Abril de 1974.
Em 1976, foi convidado a integrar o corpo docente, em comissão de serviço para o lugar de professor assistente, no Instituto Universitário de Ponta Delgada, hoje Universidade dos Açores. Mais tarde foi nomeado professor auxiliar convidado, pela mesma Instituição.
Foi vogal da Comissão Instaladora do CIFOP-RA (Centro Integrado de Formação de Professores da Região Açores).
Doutorou-se em Filologia Românica em 1980 e prestou provas de agregação em 1983, tendo sido depois nomeado professor catedrático de Literatura Portuguesa.
Tomou parte em um Simpósio, em Congressos e em Seminários, em Portugal e no Estrangeiro, tendo-se jubilado em 1989.

### Atividades culturais
José de Almeida Pavão manteve um sentido de dever cívico e intelectual que se manifestou também nos anos em que dirigiu a Biblioteca Pública e Arquivo Regional de Ponta Delgada e na participação nas atividades do Instituto Cultural de Ponta Delgada.
Colaborou em vários jornais e revistas, tendo sido coordenador da Revista Insulana.
Ao mesmo tempo, a divulgação do seu trabalho fazia-o publicar pequenos volumes em que ia reunindo os artigos dispersos por publicações como Colóquio, Euphrosine, O Ocidente, Arquipélago, Revista Camoniana.
Gil Vicente, Camões, Garrett, Fernando Pessoa constituem núcleos importantes das suas publicações, em que se encontram também alguns dos principais estudos críticos existentes sobre Armando Cortes-Rodrigues e Gaspar Frutuoso.
Foi bolseiro do ICLAP (Instituto de Cultura e Língua Portuguesa), para investigação da literatura oral catarinense e fez conferências na Universidade de São Paulo e na Universidade de Santa Catarina (Florianópolis, Brasil), na última das quais exerceu a docência entre março e abril de 1986 e em julho de 1987.

## A escrita de José de Almeida Pavão
José de Almeida Pavão publicou mais de cinquenta obras, que incluem investigação, ensaio, poesia e ficção.
A sua escrita apresenta um interesse crítico pela etnografia e pela literatura popular. Reconhece-se ainda na sua escrita ficcional, na sensibilidade viva com que, a partir de 1968, desenha figuras e ambientes populares em romances, contos e novelas de cariz regionalista.
A literatura e cultura populares constituíram um dos campos privilegiados de interesse de José de Almeida Pavão. Pertencem-lhe dois títulos fundamentais para o conhecimento da cultura popular dos Açores: Aspectos do Cancioneiro Popular Açoriano e Popular e Popularizante, apresentados em provas académicas.
Nas suas obras ficcionais reflete-se a procura em criar artisticamente uma imagem do povo micaelense, ou seja, procura captar o típico, o local, e ao mesmo tempo evidenciar a universalidade.
Salientam-se obras como O Fundo do Lago (1978), Os Xailes Negros (alvo de adaptação televisiva pelo realizador José Medeiros, em 1986), ou O Além da Ilha (1990).

## Obras
- Sub Tegmine Fagi, ensaio (1947)
- Expressão e Perfeição em Poesia, ensaio (1951)
- Reflexões sobre o Teatro Cómico, ensaio (1951)
- Garrett Clássico e Romântico, ensaio (1955)
- O Sacrifício, ensaio (1955)
- As Humanidades e o Ensino, ensaio (1957)
- Fialho: o Homem e o Artista, ensaio (1958)
- Alves Redol e o Neo-Realismo, ensaio (1959)
- Uma Gramática Latina de Verney, ensaio (1961)
- Poesia e Mística, ensaio (1962)
- Gil Vicente Poeta, ensaio (1963)
- A Poesia e a Novela em Frutuoso, ensaio (1964)
- A Cultura e o Homem, ensaio (1967)
- A Realidade e o Símbolo em Kafka, ensaio (1967)
- Arte e Compromisso, ensaio (1967)
- Evocações, ficção (1968)
- A Roda do Tempo, ficção (1970)
- Antero e a Morte, ensaio (1972)
- Pessoa e os Heterónimos, ensaio (1972)
- O Classicismo de Ricardo Reis, ensaio (1972)
- O Portuguesismo de Cecília Meireles e os Açores, ensaio (1973)
- Xailes Negros, ficção (1973)
- Sortilégio da Insularidade nos Poetas Micaelenses, ensaio (1974)
- Aspectos Populares Micaelenses no Povoamento e na Linguagem, ensaio (1977)
- Fundo do Lago, ficção (1978).
- Aspectos do Cancioneiro Popular Açoriano, ensaio (1981)
- Popular e Popularizante, ensaio (1981)
- Cancioneiro Geral dos Açores (1982), de Armando Cortes-Rodrigues, prefácio
- Cantos Populares Açorianos (1982), de Teófilo Braga, prefácio
- Temas Camonianos, ensaio (1984)
- Os Maias. Adaptação do original de Eça de Queirós (1984), por José Bruno Carreiro, prefácio
- Ad Familiares, ensaio (1985)
- Colagem dos Tempos, ensaio (1988)
- O Além da Ilha, ensaio (1990)
- Caminheiros da Cultura, ensaio (1991)
- Nugas Linguísticas, ensaio (1992)
- Relicário de Cantigas, ficção (1994)
- Espelho da Memória, ficção (1995)
- Páginas Revividas, ensaio (1995)
- Marianinha, ficção (1997)
- Páginas Revividas II, ensaio (1998)
- Horas sem Tédio, ensaio (2001)

## Distinções
- Comendador da Ordem da Instrução Pública (05/11/1983) [8]